# Michel Bourgat
Pour les articles homonymes, voir Bourgat.
Le docteur Michel Bourgat est médecin généraliste à Marseille spécialisé dans la médecine du sport, spécialiste également des toxicomanies et addictions. 

## Biographie
Président-fondateur de la "Fédération pour l’aide et le soutien aux victimes de la violence", il est également engagé en politique à Marseille au sein de l'UMP.
Conseiller d'arrondissement RPR entre 1983 et 1989, il délaisse la politique.
Après le meurtre de son fils de 14 ans, Nicolas, en 1996 dans un quartier populaire de Marseille, Michel Bourgat veut écarter toute récupération politique et décide de s'engager à nouveau pour lutter contre la violence.
Il crée alors la « Fédération pour l’aide et le soutien aux victimes de la violence ».
Il devient conseiller municipal en 2001 sur la liste de Jean-Claude Gaudin et est réélu en 2008.
Adjoint au maire à "la lutte contre l'exclusion" - "Intégration unité d'hébergement d'urgence samu social" entre 2008 et 2014, il choisit de ne pas se représenter à un nouveau mandat.